# Латка (река)
Латка — река в России, протекает в Веретейском сельском поселении Некоузского района Ярославской области. Исток находится около деревни Комарово. Река течёт сначала на восток по населённой местности через деревню Верховина к селу Лацкое, в Лацком имеется Вознесенская церковь.
Далее река течёт между деревнями Большие и Малые Ченцы и поворачивает на север. Течёт через деревни Копань, Переслегино, Лямино, Кашино, Ефаново, Чурилово. Впадает в Рыбинское водохранилище. Длина реки составляет 15 км, площадь водосборного бассейна — 35,1 км².

## Данные водного реестра
По данным государственного водного реестра России относится к Верхневолжскому бассейновому округу, водохозяйственный участок реки — Рыбинское водохранилище до Рыбинского гидроузла и впадающие в него реки, без рек Молога, Суда и Шексна от истока до Шекснинского гидроузла, речной подбассейн реки — Реки бассейна Рыбинского водохранилища. Речной бассейн реки — (Верхняя) Волга до Куйбышевского водохранилища (без бассейна Оки).
Код объекта в государственном водном реестре — 08010200412110000004743.